# Martin Walther
Martin Walther (* um 1687; † 15. Oktober 1763 in Bamberg) war ein Kunstschreiner und Ebenist.

## Leben
Erstmals wurde Walther genannt anlässlich seiner Eheschließung am 16. Januar 1713 mit Maria Katharina, der Tochter des Hofstuckateurs Johann Jacob Vogel. Er wurde Schwager des Stuckateurs Franz Joseph Vogel; den Hof-Bildhauern Franz Anton Schlott, Johann Peter Benkert und Gottlieb Heymüller.
Er wird gemeinsam mit dem Bildhauer Leonhard Gollwitzer in einer Stettfelder Kirchenrechnung erwähnt. Er hat mit diesem mehrere Arbeiten gemeinsam in der Bamberger Werkstatt ausgeführt. Walther hat in Bamberg und Umgebung als Kunstschreiner gearbeitet. Es sind mehrere Altäre aus seiner Werkstatt bekannt, so unter anderem im Kloster Banz und in der Oberen Pfarre in Bamberg, in Weichenwasserlos, in Hausen bei Forchheim, in Breitengüßbach, in  Pottenstein oder in Teuchatz.
Er war zudem in Arnstein, Bischberg, Dormitz, Forchheim, Geisfeld, Gößweinstein, Höchstadt an der Aisch, Kirchenbirkig, Neudorf bei Weismain, Rabeneck, Tiefenstürmig, Weilersbach, Zeil am Main, Zentbechhofen und im Kloster Schlüsselau tätig.